# Hoplobatrachus
Hoplobatrachus és un gènere de granotes de la família Ranidae.

## Taxonomia
- Hoplobatrachus chinensis (Osbeck, 1765).
- Hoplobatrachus crassus (Jerdon, 1854).
- Hoplobatrachus occipitalis (Günther, 1858).
- Hoplobatrachus tigerinus (Daudin, 1802).